# Kuhgrat
Kuhgrat (ili Kuegrat) je najviši u skupini od tri vrha poznatih kao Drei Schwestern koji između njih čine dio granice Austrije i Lihtenštajna. Dostiže visinu od 2123 metara.

## Vanjske poveznice
|  | Zajednički poslužitelj ima još gradiva o temi Kuhgrat |